# Sinbad and the Eye of the Tiger
Sinbad and the Eye of the Tiger (br: Simbad e o Olho do Tigre / pt: Sinbad e o Olho do Tigre) é um filme britânico lançado em 1977 pela Columbia Pictures, dirigido por Sam Wanamaker e foi o terceiro da trilogia de Simbad conceitualizada e animada por Ray Harryhausen - os outros foram The 7th Voyage of Sinbad e The Golden Voyage of Sinbad.